# Cimitero monumentale di Marcognano
Il cimitero monumentale di Marcognano è un camposanto situato a Torano, frazione del comune di Carrara, lungo il passo delle Alpi Apuane. È la seconda struttura cimiteriale di Carrara dopo Turigliano per motivi strutturali, artistici e di ospitalità dei defunti.

## Storia
Il cimitero nacque nel 1880 e fu inaugurato nel 1896, per il decentramento del cimitero napoleonico situato in piazza Farini (Carrara), in un momento in di forte sviluppo dell'attività estrattiva del marmo. Contiene numerose sculture, cappelle ed edicole monumentali di interesse artistico. 
La struttura del camposanto, a terrazze su una collina, si rifà a quella del cimitero genovese di Staglieno ed è completamente rivestito in marmo bianco.

## Sepolture e monumenti
Sono seppelliti alcuni militari del Risorgimento e altre personalità illustri della cultura carrarese:
- Werther Cacciatori (1912-1990), militare, partigiano, docente e preparatore atletico della Carrarese Calcio 1908
- Arturo Dazzi (1881-1966), scultore e pittore
- Ugo Mazzucchelli (1903-1997), anarchico, antifascista e partigiano
- Domenico Zaccagna (1851-1940), geologo e mineralogista
- Bernardo Orlandi, carrarese della spedizione dei mille 1836-1909

È stata anche presente per la  XIV Biennale internazionale di scultura di Carrara, con cadenza ogni due anni, un monumento stele a Bettino Craxi, ex presidente del Partito Socialista Italiano e presidente del Consiglio dei ministri della Repubblica Italiana. La statua è stata limitrofa all'entrata del cimitero in uno spazio verde.